# Маври
Маврите е остаряло название на средновековните мюсюлмански обитатели на западното Средиземноморие и Западна Сахара. То бива прието в Западна Европа през Средновековието и по-късно излиза от употреба. То включва:
- жителите на Мавретания – историческа област и берберска държава в Северозападна Африка;
- Ал-Магреб – крайбрежните земи на днешно Мароко, Алжир и Тунис;
- земите в западната част на пустинята Сахара – Западна Сахара, Южно Мароко и Алжир, Мавритания и Мали, части от Нигер и по-отдалечени райони;
- автономните испански градове Сеута и Мелиля;
- задморската територия на Обединеното кралство – Гибралтар;
- Ал-Андалус – последователно Кордовски емират, Кордовски халифат и Емирство Гранада – днес в Испания и части от Португалия. Наименованието „мавър“ прониква в Европа именно от там, като думата е използвана от европейците за обозначаване на мюсюлманин, както и по-общо за арабин, бербер или североафриканец.

## История
Името идва от древното берберско племе маври и тяхното царство Мавретания, което става римска провинция, след като последният му цар Бокх II го завещава на Октавиан Август през 33 пр.н.е.. Вероятно името идва от старогръцкото маврос – черен. Макар че под „маври“ днес се разбират мюсюлмани, самото име мавър (Moor) предхожда исляма. То е свързано с малкото царство Нумидия от 3 век пр.н.е., заемало днешните Мароко и Централен и Западен Алжир. С името маври римляните наричали всички нероманизирани местни жители на Северна Африка, управлявани от свои собствени водачи до 3 век.
През 711 голяма мюсюлманска флота напада вестготска християнска Испания. Водени от Тарик ибн-Зияд, за осем години те покоряват почти цяла Испания. Те се опитват да се придвижат на североизток и отвъд Пиренеите, но са спрени, след като са разбити от франките на Карл Мартел в битката при Поатие през 732 г. В продължение на няколко десетилетия маврите владеят Северна Африка и Пиренейския полуостров с изключение на малки области на северозапад и предимно баските райони в Пиренеите. Държавата им, известна като Ал Андалус, е обхваната от вътрешни конфликти през 750-те. Страната се разпада на множество феодални владения, предимно мюсюлмански, които са консолидирани от Кордовския халифат (929 – 1031). Християнските държави, разположени на север и запад, бавно разширяват властта си за сметка на маврите. През следващите няколко века Галисия, Леон, Навара, Арагон, Каталония (или Испанска марка, Marca Hispanica), както и Кастилия стават християнски. Този период е известен с толерантните отношения между християни, мюсюлмани и евреи, обитаващи едни и същи територии. През 1031 г. Кордовският халифат се разпада на отделни княжества (тайфи), но маврите продължават да владеят по-голяма част от територията на днешна Испания.
През 1212 г. коалиция от християнски крале, начело с Алфонсо VIII Кастилски, изтласква мюсюлманите от Централна Испания в процес, известен като Реконкиста. Въпреки това мавърското емирство Гранада процъфтява още три века. В наши дни са запазени архитектурни шедьоври от периода като дворецът Алхамбра. На 2 януари 1492 г. последният емир на Гранада Мухамад XII се предава след обсада на обединената християнска Испания. Оцелелите маври са принудени да напуснат страната, а които остават, са насилствено християнизирани и наречени мориски. Те остават значителна част от селяните в някои райони като Арагон, Валенсия или Андалусия, докато са изселени между 1609 и 1614 г., като това засяга около 300 хил. души от 8-милионното население на страната по онова време. Изгонените заминават главно за Мароко, Алжир и Тунис, където допринасят за културното им развитие. Въпреки това следите на арабската култура в Испания и в испанския език са видими и до днес.